# Hikaru Satō (director de animación)
Hikaru Satō (佐藤 光 Satō Hikaru?) es un director de anime japonés. Comenzó a trabajar en la industria del anime en 2009 y dirigió su primera serie completa en 2013. Desde entonces, algunas de las series que ha dirigido incluyen Kitakubu Katsudō Kiroku, Jashin-chan Dropkick, y Kimi no Koto ga Dai Dai Dai Dai Daisuki na 100-nin no Kanojo.

## Trayectoria
Satō comenzó a trabajar en la industria del anime en 2009 como directo de episodios. Se encargó de dirigir una serie por primera vez en 2013, en la adaptación a serie de anime del manga Kitakubu Katsudō Kiroku. Después de Kitakubu Katsudō Kiroku, dirigió la adaptación al anime del manga Jashin-chan Dropkick. Desde 2023, está a cargo de la adaptación al anime del manga Kimi no Koto ga Dai Dai Dai Dai Daisuki na 100-nin no Kanojo.

## Trabajos

### Series de televisión
Destaca papeles con funciones de dirección de series.
     Destaca papeles con funciones de asistente de dirección o supervisión.
| Año  | Título                                                                  | Director(es)                   | Estudio                         | Funciones                                                                                        | Refs.         |
| ---- | ----------------------------------------------------------------------- | ------------------------------ | ------------------------------- | ------------------------------------------------------------------------------------------------ | ------------- |
| 2009 | Asu no Yoichi!                                                          | Rion Kujō                      | AIC                             | Director de episodio (#8) Director de episodio asistente (#2)                                    | [ 2 ]         |
| 2009 | Slayers Evolution-R                                                     | Takashi Watanabe               | J.C.Staff                       | Director de episodio (#7)                                                                        | [ 8 ]         |
| 2009 | Shangri-La                                                              | Makoto Bessho                  | Gonzo                           | Director de episodio (#10) Director de episodio asistente (#13)                                  | [ 9 ]         |
| 2009 | Hatsukoi Limited.                                                       | Yoshiki Yamakawa               | J.C.Staff                       | Director de episodio (#6)                                                                        | [ 10 ]        |
| 2009 | Kämpfer                                                                 | Yasuhiro Kuroda                | Nomad                           | Director de episodio (#2)                                                                        | [ 11 ]        |
| 2010 | Bakuman.                                                                | Ken'ichi Kasai Noriaki Akitaya | J.C.Staff                       | Director de episodios (#9, 16)                                                                   | [ 12 ]        |
| 2010 | Otome Yōkai Zakuro                                                      | Chiaki Kon                     | J.C.Staff                       | Director de episodio (#3)                                                                        | [ 13 ]        |
| 2011 | Hidan no Aria                                                           | Takashi Watanabe               | J.C.Staff                       | Director de episodio (#3)                                                                        | [ 14 ]        |
| 2011 | Bakuman. 2nd Season                                                     | Ken'ichi Kasai Noriaki Akitaya | J.C.Staff                       | Director de episodios (#6, 10, 19) Guionista gráfico (#10, 19)                                   | [ 15 ]        |
| 2012 | Bakuman. 3rd Season                                                     | Ken'ichi Kasai Noriaki Akitaya | J.C.Staff                       | Director de episodios (#2, 8, 14, 24) Guionista gráfico (#2, 24)                                 | [ 16 ]        |
| 2012 | Shirokuma Cafe                                                          | Mitsuyuki Masuhara             | Pierrot                         | Director de episodios (#15, 24) Guionista gráfico (#15, 24)                                      | [ 17 ]        |
| 2013 | Kitakubu Katsudō Kiroku                                                 | Hikaru Satō                    | Nomad                           | Director Guionista gráfico (#1; OP) Director de unidad (#OP)                                     | [ 18 ] [ 4 ]  |
| 2014 | Nō-Rin                                                                  | Shin Ōnuma                     | Silver Link                     | Director de episodio (#6)                                                                        | [ 19 ]        |
| 2014 | Soredemo Sekai wa Utsukushii                                            | Hajime Kamegaki                | Pierrot                         | Director de episodio (#11)                                                                       | [ 20 ]        |
| 2014 | Kanojo ga Flag o Oraretara                                              | Ayumu Watanabe                 | Hoods Entertainment             | Director de episodio (#8) Guionista gráfico (#8)                                                 | [ 21 ]        |
| 2015 | Shokugeki no Sōma                                                       | Yoshitomo Yonetani             | J.C.Staff                       | Director asistente Director de episodios (#14, 24) Director de unidad (#OP 2)                    | [ 22 ]        |
| 2016 | Shokugeki no Sōma: Ni no Sara                                           | Yoshitomo Yonetani             | J.C.Staff                       | Director asistente Director de episodios (#1, 13) Director de unidad (#ED) Animación clave (#13) | [ 23 ]        |
| 2016 | Phantasy Star Online 2: The Animation                                   | Keiichirō Kawaguchi            | Telecom Animation Film          | Director de episodio (#11)                                                                       | [ 24 ]        |
| 2017 | Boruto: Naruto Next Generations                                         | Noriyuki Abe                   | Pierrot                         | Director de episodios (#4, 11, 20, 31) Guionista gráfico (#OP 2) Director de unidad (#OP 2)      | [ 25 ]        |
| 2017 | Shokugeki no Sōma: San no Sara                                          | Yoshitomo Yonetani             | J.C.Staff                       | Guionista gráfico (#6)                                                                           | [ 26 ]        |
| 2018 | Jashin-chan Dropkick                                                    | Hikaru Satō                    | Nomad                           | Director Director de episodios (#1, 11) Guionista gráfico (#1; OP) Director de unidad (#1)       | [ 5 ]         |
| 2018 | Sword Art Online Alternative Gun Gale Online                            | Masayuki Sakoi                 | 3Hz                             | Animación intermedia (#9)                                                                        | [ 27 ]        |
| 2018 | Tokyo Ghoul:re 2nd Season                                               | Toshinori Watanabe             | Pierrot                         | Segunda animación clave (#19)                                                                    | [ 28 ]        |
| 2019 | Date A Live III                                                         | Keitarō Motonaga               | J.C.Staff                       | Director de animación (#3) Director de animación asistente (#4)                                  | [ 29 ]        |
| 2020 | Kami no Tō                                                              | Takashi Sano                   | Telecom Animation Film          | Director de episodio (#8)                                                                        | [ 30 ]        |
| 2020 | Jashin-chan Dropkick'                                                   | Hikaru Satō Takanori Yano      | Nomad                           | Director jefe Director de episodio (#11) Guionista gráfico (#1, 3, 10-11)                        | [ 31 ] [ 32 ] |
| 2020 | Id:Invaded                                                              | Ei Aoki                        | NAZ                             | Animación intermedia (#5)                                                                        | [ 33 ]        |
| 2020 | Shokugeki no Sōma: Gou no Sara                                          | Yoshitomo Yonetani             | J.C.Staff                       | Director de episodio (#13)                                                                       | [ 34 ]        |
| 2021 | Koi to Yobu ni wa Kimochi Warui                                         | Naomi Nakayama                 | Nomad                           | Guionista gráfico (#6) Fotografía (#ED)                                                          | [ 35 ]        |
| 2021 | Megami-ryō no Ryōbo-kun                                                 | Shunsuke Nakashige             | Asread                          | Segunda animación clave (#9)                                                                     | [ 36 ]        |
| 2021 | Kaifuku Jutsushi no Yarinaoshi                                          | Takuya Asaoka                  | TNK                             | Segunda animación clave (#10)                                                                    | [ 37 ]        |
| 2021 | Mairimashita! Iruma-kun 2nd Season                                      | Makoto Moriwaki                | Bandai Namco Pictures           | Animación clave (#21)                                                                            | [ 38 ]        |
| 2022 | Jashin-chan Dropkick X                                                  | Hikaru Satō Taku Yamada        | Nomad                           | Director jefe Animación clave (#6) Fotografía (#OP)                                              | [ 39 ] [ 40 ] |
| 2022 | Kunoichi Tsubaki no Mune no Uchi                                        | Takuhiro Kodachi               | CloverWorks                     | Guionista gráfico (#2)                                                                           | [ 41 ]        |
| 2022 | Mairimashita! Iruma-kun 3rd Season                                      | Makoto Moriwaki                | Bandai Namco Pictures           | Animación clave (#3)                                                                             | [ 42 ]        |
| 2023 | Kimi no Koto ga Dai Dai Dai Dai Daisuki na 100-nin no Kanojo            | Hikaru Satō                    | Bibury Animation Studios        | Director Guionista gráfico (#1, 8; ED 2)                                                         | [ 6 ] [ 43 ]  |
| 2023 | Horimiya: Piece                                                         | Masashi Ishihama               | CloverWorks                     | Animación clave (#3, 6, 10; OP)                                                                  | [ 44 ]        |
| 2024 | Kankin Kuiki Level X                                                    | Hikaru Satō                    | Imagica Infos Imageworks Studio | Director                                                                                         | [ 45 ]        |
| 2024 | Metallic Rouge                                                          | Motonobu Hori                  | Bones                           | Animación clave (#1)                                                                             | [ 46 ]        |
| 2025 | Kimi no Koto ga Dai Dai Dai Dai Daisuki na 100-nin no Kanojo 2nd Season | Hikaru Satō                    | Bibury Animation Studios        | Director Director de episodios (#17, 22) Guionista gráfico (#17, 23)                             | [ 7 ]         |

### Películas
| Año  | Título                                                         | Director(es)     | Estudio        | Funciones            | Refs.  |
| ---- | -------------------------------------------------------------- | ---------------- | -------------- | -------------------- | ------ |
| 2019 | Kono Subarashii Sekai ni Shukufuku wo! Movie: Kurenai Densetsu | Takaomi Kanasaki | J.C.Staff      | Animación intermedia | [ 47 ] |
| 2022 | Ginga Eiyū Densetsu: Die Neue These - Sakubō                   | Shunsuke Tada    | Production I.G | Animación clave      | [ 48 ] |

### ONAs
Destaca papeles con funciones de dirección de series.
| Año  | Título               | Director(es) | Estudio | Funciones | Refs. |
| ---- | -------------------- | ------------ | ------- | --------- | ----- |
| 2018 | Jashin-chan Dropkick | Hikaru Satō  | Nomad   | Director  | [ 5 ] |

### OVAs
| Año  | Título                           | Director(es)       | Estudio   | Funciones                                        | Refs.  |
| ---- | -------------------------------- | ------------------ | --------- | ------------------------------------------------ | ------ |
| 2011 | T.P. Sakura: Time Paladin Sakura | Takehiro Nakayama  | Nomad     | Director de episodios (#1-2)                     | [ 49 ] |
| 2016 | Shokugeki no Sōma OVA            | Yoshitomo Yonetani | J.C.Staff | Director de episodio (#2) Guionista gráfico (#2) | [ 50 ] |

### Especiales
| Año  | Título                | Director(es)    | Estudio | Funciones                 | Refs.  |
| ---- | --------------------- | --------------- | ------- | ------------------------- | ------ |
| 2011 | Kämpfer für die Liebe | Yasuhiro Kuroda | Nomad   | Director de episodio (#1) | [ 51 ] |